# Balajt
Balajt je vesnice v Maďarsku v župě Borsod-Abaúj-Zemplén, spadající pod okres Edelény. Nachází se asi 3 km severovýchodně od Edelény. Žije zde 508 obyvatel. Dle údajů z roku 2001 tvoří 95 % obyvatelstva Maďaři a 5 % Romové.
Sousedními obcemi jsou město Edelény a vesnice Ládbesenyő.